# Czitrom Béla
Czitrom Béla (Câmpulung, 1951. november 11. –) szobrász.

## Életútja
1977 és 1981 között a Kolozsvári Ion Andreescu Képzőművészeti Főiskolán tanult, ahol mestere Vetró Artúr volt. 1988-ban elnyerte a Dante Biennálé aranyérmét Ravennában. Művei főként figurális és absztrakt plasztikák, melyeket bronzból, kőből és fából készít. 1989 óta Finnországban él.

## Egyéni kiállítások
- 1979, 1982 • Csíkszereda
- 1982 • Tusnád
- 1983-84 • Bukarest
- 1990 • Turku
- 1991 • Helsinki • Tampere • Turku
- 1993, 1994 • Turku
- 1995 • Vasarely Múzeum

## Köztéri művei
- Alapító (kőszobor, 1986, Câmpulung)